# Sphéno-couronne augmentée
Pour les articles homonymes, voir J87.
La sphéno-couronne augmentée est un polyèdre qui fait partie des solides de Johnson (J87). Il est obtenu à partir d'une sphéno-couronne dont on a attaché une pyramide carrée (J1) sur une face carrée. 
C'est un des solides de Johnson élémentaires qui n'apparaît pas à partir de manipulation en copier-coller de solides de Platon ou de solides d'Archimède.